# Clough Creek and Sand Ridge Archeological District
Koordinaten: 39° 6′ 46″ N, 84° 23′ 48″ W

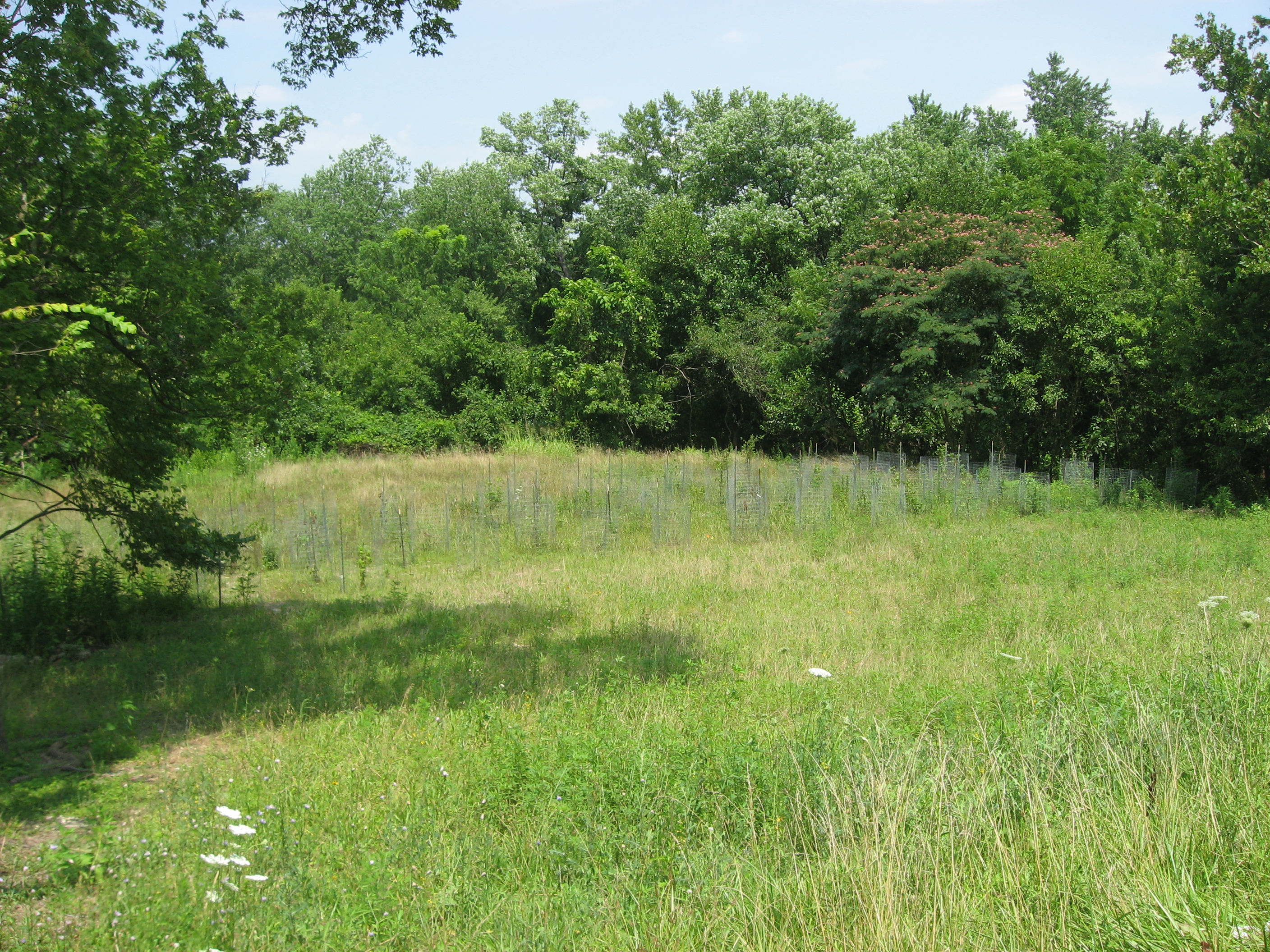
Felder an der Sand Ridge Site

Der Clough Creek and Sand Ridge Archeological District ist ein unter Denkmalschutz stehendes Ensemble bestehend aus zwei archäologischen Fundstätten im Hamilton County im Südwesten von Ohio in den Vereinigten Staaten. Sein Name wird durch die beiden Fundstätten bestimmt: die eine Stätte liegt am Clough Creek, einem Nebenfluss des Little Miami River, und die andere bildet einen Teil der Sanddüne in der Nähe des Baches.:579

## Clough Creek
Die Clough Creek Site belegt ein Gebiet von etwa 8000 Quadratmetern; obwohl an dieser Stelle keine Ausgrabungen stattfanden, geht man davon aus, dass sich hier ein ausgedehntes prähistorisches Dorf befand.:579

## Sand Ridge
Die Sand Ridge Site liegt etwa 500 m von der Clough Creek Site.:579 An einer deutlich erkennbaren Kammlinie westlich der alten Union Bridge entlang der Straße von Cincinnati nach Batavia gelegen, ist diese Stätte schon lange ein signifikanter Grabungsplatz. Bereits in den 1880er Jahren wurde die Stelle von Personen besucht, die Artefakte von der Oberfläche sammelten, wie etwa Knochen, Scherben und Feuersteinstücke.:168 Die früheren Bewohner haben das Gebiet nicht das ganze Jahr über bewohnt, sondern am wahrscheinlichsten nur im Herbst und im Winter. Es scheint, dass ihre Nahrung zu einem großen Teil aus gefangenen Fischen bestand, da viele Gräten in der Sand Ridge gefunden wurden; unter den häufigsten Fischarten waren Moxostoma, Ictalurus punctatus und Süßwassertrommler.

## Ausgrabungen und Schlüsse
Im Namen des Peabody Museum of Archaeology and Ethnology untersuchten Archäologen 1884 Shell middens an der Sand Ridge. Sie waren in der Lage, den Sammlungen des Museums eine Vielfalt von weiteren Artefakten hinzuzufügen, darunter Steinwerkzeuge, Knochen von Geflügel und Wild sowie Projektilspitzen.:426 In den letzten Jahren erregte die Fundstätte am Clough Creek wegen an der Oberfläche sichtbarer Artefakte die Aufmerksamkeit. Nach Einschätzungen der Archäologen sind an dieser Stelle Artefakte bis zu 1,5 m tief im Boden vergraben.:579
Trotz der geringen Entfernung zwischen beiden Stätten geht man von der engen Beziehung zueinander aus.:579 Artefakte, die an der Sand Ridge Site gefunden wurden, deuten darauf hin, dass sie dem Madisonville Focus der Fort-Ancient-Kultur angehören.:13 Diese Zuordnung erfolgt in erster Linie auf den entdeckten Geschirrspuren, die ähnlich zu denen der Madisonville und State Line Sites sind.:121–122 Ein Merkmal, wodurch sich die Sand Ridge Site unterscheidet, ist das Vorhandensein von Artefakten aus zwei chronologisch unterschiedlichen Kulturen: das Fort-Ancient-Dorf wurde offensichtlich an der Stätte eines früheren Dorfes aus der späten Woodland-Periode angelegt.:110

## Bodendenkmal
1974 wurden der Clough Creek and Sand Ridge Archeological District in das National Register of Historic Places aufgenommen, weil er eine potentielle Quelle von Informationen ist. In Newtown weiter östlich gibt es mehrere Siedlungsstätten, die einen vergleichbaren Status erhielten: die Perin, Turpin und Hahn Field Sites. Wie Clough Creek und Sand Ridge waren Turpin und Hahn Field einst Fort-Ancient-Dörfer, die auf Siedlungen aus der früheren Woodland-Periode gegründet wurden,:608 während Perin Village und der verwandte Odd Fellows’ Cemetery Mound ausschließlich der Woodland-Periode entstammen.:646

## Belege
1. ↑  Ohio Atlas & Gazetteer. 7. Auflage. DeLorme, Yarmouth, Maine 2004, ISBN 0-89933-281-1, S. 75.
2. 1 2 3 4 5 6 7  Lorrie K. Owen (Hrsg.): Dictionary of Ohio Historic Places. Band 1. Somerset, St. Clair Shores, Michigan 1999.
3. 1 2  Annual Report of the Trustees of the Peabody Museum of American Archaeology and Ethnology. Vol. 3. Wilson and Son, Cambridge 1887 (englisch, google.com).
4. ↑  Thomas E. et al. Emerson: Late Woodland Societies: Tradition and Transformation across the Midcontinent. U of Nebraska P, Lincoln, Nebraska 2000, S. 84 (englisch, google.com).
5. 1 2 3  Kathleen Brady-Rawlins: The O.C. Voss Site: Reassessing What We Know about the Fort Ancient Occupation of the Central Scioto Drainage and Its Tributaries. (PDF) In: Diss. Ohio State University, 2007, abgerufen am 17. Juni 2010 (englisch).
6. ↑  Eintrag in der Datenbank des National Register of Historic Places